# 西提猜
西提猜（สิทธิชัย ศิษย์สองพี่น้อง）是泰國自由搏击選手，目前已簽約ONE冠軍賽。曾获隆披尼體育館的輕量級冠軍和Glory輕量級冠軍。截至2020年8月1日，他被Combat Press評為世界第四輕量級。